# Hakan Şükür
Hakan Şükür (ur. 1 września 1971 w Sakaryi) – turecki piłkarz występujący na pozycji napastnika, potomek albańskich imigrantów z Kosowa (dawne nazwisko Shyqyri, imię Hakan jest popularne zarówno w Turcji, jak i Albanii), zawodnik reprezentacji Turcji, w roku 2004 został uznany najlepszym piłkarzem w historii Turcji. Podczas gry dla swojego kraju zdobył dużą popularność, w koszulce Turcji wystąpił 112 razy i zdobył aż 51 bramek. Przez wiele lat był jej kapitanem. Kojarzony jest także z występami w Galatasaray, dla którego zdobył ośmiokrotnie Mistrzostwo Turcji oraz Puchar UEFA. Podczas swojej kariery zdobywał wiele bramek w europejskich pucharach 16 w Lidze Mistrzów, 12 w Pucharze UEFA oraz 2 w Pucharze Zdobywców Pucharów. Mimo wysokiej liczby bramek, Şükür był także dobrym asystentem. Ze względu na status legendy oraz liczbę zdobytych goli jest często nazywany w Turcji "Królem". W 2014 roku został umieszczony na prestiżowej liście Golden Foot. Po karierze związanej z piłką nożną zdecydował się wejść do tureckiej polityki jako deputowany z listy Partii Sprawiedliwości i Rozwoju (AKP). Obecnie na stałe mieszka w Stanach Zjednoczonych po tym jak musiał uciekać z Turcji, gdy naraził się reżimowi Recepa Erdoğana.

## Początki
Urodził się w Adapazarı, w prowincji Sakarya, jego rodzice to Albańczycy, którzy wyemigrowali do Turcji. Şükür rozpoczynał swoją piłkarską karierę w klubie Sakaryaspor. Zadebiutował kiedy miał jeszcze 16 lat i już w swoim pierwszym sezonie sensacyjnie zdobył puchar Turcji. Później przeniósł się do Bursasporu, a następnie do Galatasaray.

## Kariera klubowa
W najbardziej rozpoznawalnym tureckim klubie Hakan już od początku grał w pierwszym składzie wygrywając dwukrotnie ligę Turcji. Podczas sezonu 1993-94 po raz pierwszy wystąpił w rozgrywkach Ligi Mistrzów, w rundzie kwalifikacyjnej turecki klub sensacyjnie wyeliminował Manchester United, przewagą bramek na wyjeździe. W grupach Hakan i cała ofensywa była wyjątkowo nie skuteczna i nie udało się wygrać żadnego meczu. W następnym sezonie kolejny raz pojawiła się szansa grania w tych rozgrywkach. W kwalifikacjach z Avenir Beggen zdobył 4 bramki w dwumeczu i bez problemu udało się zakwalifikować. Wreszcie w fazie grupowej udało się wygrać mecz z FC Barceloną, Hakan zdobył jedną bramkę, zakończyło się 2-1. Talentem napastnika zainteresowało się Torino które go do siebie ściągnęło, grał tam niecałe pół sezonu i zdobył jedną bramkę w pięciu spotkaniach.
Wrócił do Galatasaray i po powrocie osiągał jeszcze więcej. Cztery razy z rzędu wygrał ligę turecką. W latach 1995–2000 zdobył dla swojego klubu siedem bramek w Lidze Mistrzów. Prawdopodobnie najlepszym był mecz z Milanem gdzie rozegrał pełne 90 minut, strzelił bramkę i przy trzecim golu wywalczył rzut karny. Mecz ten nie zagwarantował jednak awansu z grupy, zagrali więc w Pucharze UEFA. Jak się okazało wygrali go, a Hakan był prawdopodobnie najważniejszą postacią zespołu, zdobył aż 6 bramek i 2 asysty w 9 meczach. W finale Galatasaray podejmowało Arsenal, zwyciężając w karnych po bezbramkowym remisie. Şükür wykorzystał jedenastkę.

### Kluby za granicą
Po bardzo udanych meczach rozgrywek europejskich został wykupiony do Interu Mediolan. Jego występy były ograniczone ze względu na obecność Ronaldo, Vieri'ego i Alvaro Recoby. Mimo wszystko uzbierał w kilku spotkaniach pełne 90 minut. Zadebiutował w przegranym meczu 1-2 z Reggianą notując asystę. Podczas czwartego meczu ligowego z AS Romą zdobył swoją pierwszą bramkę wygrywając tym razem 2-0. Jednak najbardziej rozpoznawalnym trafieniem Hakana był gol w derbowym meczu z AC Milan. Dostał wysokie podanie z za pleców od Clarence'a Seedorfa i pięknym wolejem umieścił piłkę w okienku bramki. Spotkanie to zakończyło się remisem 2-2. Podczas pobytu w Mediolanie grał z numerem 54, jak sam powiedział jednym z powodów miała być suma 5 i 4 ponieważ chciał występować z numerem 9. Jego następnym klubem była Parma, tworzył w tym zespole zgrany duet z Marco Di Vaio. Z tym klubem udało mu się wygrać puchar Włoch, jednak miał mały wkład w wygranie tytułu. Kolejnym klubem był Blackburn Rovers w którym zdobył 2 bramki z Fulham. Poważna kontuzja wyeliminowała go na dziesięć spotkań. Łącznie we wszystkich ligowych spotkaniach w lidze włoskiej i angielskiej zdobył 11 bramek i 7 asyst.
Powrócił do Galatasaray tym razem na stałe. W roku 2003 w zwycięskim pojedynku 2-0 z Juventusem zdobył dwie bramki, było to spotkanie w Lidze Mistrzów. Karierę zakończył w roku 2008, mając 36 lat.

## Kariera reprezentacyjna

### Pierwsze kroki
W drużynie narodowej Hakan Şükür zadebiutował w 1992 roku w meczu z Luksemburgiem. Zaprowadził reprezentację do pierwszego w historii występu na Mistrzostwach Europy, w kwalifikacjach zdobył 7 bramek. W finałach tak dobrze już nie grał, cały jego zespół nie zdobył nawet bramki przegrywając wszystkie spotkania. Był czołową postacią w kwalifikacjach do Mistrzostw Świata 1998 roku, zagrał pełny mecz z Holandią, z którą Turcy zwyciężyli, jedyną bramkę zdobył właśnie Şükür. Innym pamiętnym meczem było spotkanie z Walią zakończone niecodziennym wynikiem 6-4, w tym meczu zdobył aż 4 bramki i zanotował asystę. Mimo dobrych występów tureckiego napastnika nie udało się osiągnąć baraży.

### Euro 2000 i Mistrzostwa Świata 2002
Do kolejnego Euro Turcy także się zakwalifikowali, a Hakan znowu był niezawodny, zdobył między innym gola z Niemcami który wygrali 1-0. Udało się awansować, w ostatnim meczu Turcja grała z Belgią o wyjście z grupy, Hakan zdobył dwie bramki i został wybrany zawodnikiem meczu. W kolejnej fazie odpadli z Portugalią, przegrywając 2-0. W kwalifikacjach do mundialu, zdobył bardzo ważną i jedyną bramkę w wyjazdowym meczu ze Słowacją. W fazie play-off mierzyli się z Austrią, pierwszy baraż wygrany 1-0, zaś drugi aż 5-0, zaliczył w nim dwie asysty i dołożył gola. Na Mistrzostwach Świata w Korei i Japonii pełnił rolę kapitana, mimo bardzo wielu sytuacji szczególnie w meczu z Senegalem i półfinałowym meczu z Brazylią nie mógł trafić do siatki. Jednak w każdym meczu wychodził w pierwszym składzie, jako lider pełnił bardzo ważną funkcję. W meczu o trzecie miejsce Turcy podejmowali Koreę Południową. W końcu udało mu się zdobyć gola, zrobił to już w 11 sekundzie i tym samym pobił rekord najszybciej strzelonego gola w historii Mistrzostw Świata. Dołożył do tego asystę i został wybrany najlepszym zawodnikiem tego spotkania, jego zespół zdobył brązowy medal pokonując gospodarzy 3-2.

### Dalsze losy
Następnym krokiem były eliminacje do Euro 2004, Turcja niespodziewanie przegrała fazę play-off z Łotwą. Podczas kwalifikacji do kolejnego mundialu w Niemczech, Hakan był bez formy i nie zdobył żadnej bramki, udało się osiągnąć znowu baraże. Po zaciętych obu spotkaniach wynik zakończył się remisem 4-4 i ich rywale awansowali zasadą bramek na wyjeździe. Kwalifikacje do kolejnej imprezy czyli Euro 2008, były już bardziej udane. Zagrał niesamowity mecz z Mołdawią strzelając 4 bramki. Oprócz zdobywanych bramek notował ważne asysty, między innymi przy jedynej bramce w wygranym meczu z Węgrami. Mimo powrotu do dobrej formy, nie dostał powołania do finałów. Jego ostatnim meczem było spotkanie z Grecją. Łącznie dla reprezentacji zagrał 112 meczów i strzelił 51 goli.

## Sukcesy

### Drużynowe
- Mistrzostwo Turcji: 1992–93, 1993–94, 1996–97, 1997–98, 1998–99, 1999–2000, 2005–06, 2007–08
- Puchar Turcji: 1987-88, 1992–93, 1995–96, 1998–99, 1999–2000, 2004–05
- Puchar Włoch 2001-02
- Puchar UEFA w 2000 r.
- 3. miejsce na Mistrzostwach Świata w 2002 roku

### Indywidualne
- Król strzelców Ligi Tureckiej: 1996–97, 1997–98, 1998–99
- Jubileusz UEFA: Najlepszy Turecki piłkarz
- Piłkarz roku w Turcji: 1996,1997,1998,1999,2000
- Nagroda Golden Foot